# Earle Hyman
Earle Hyman (Rocky Mount, Észak-Karolina, 1926. október 11. – Englewood, New Jersey, 2017. november 17.) amerikai színész.

## Filmjei

### Mozifilmek
- Férfiszenvedély (The Lost Weekend) (1945)
- The Bamboo Prison (1954)
- Afrikaneren (1966)
- Távozz, barátom! (The Possession of Joel Delaney) (1972)
- The Super Cops (1974)
- Megtorlás (Fighting Back) (1982)
- Gandahar (1988, hang, angol változat)

### Tv-filmek
- The Green Pastures (1957)
- The Green Pastures (1959)
- John Brown's Raid (1960)
- The Winter's Tale (1967)
- Macbeth (1968)
- The Ivory Ape (1980)
- Long Day's Journey Into Night (1982)
- The Life & Adventures of Santa Claus (1985, hang)
- A 285-ös járat (Hijacked: Flight 285) (1996)
- The Moving of Sophia Myles (2000)

### Tv-sorozatok
- Look Up and Live (1954, egy epizódban)
- Camera Three (1955, egy epizódban)
- The Edge of Night (1956, egy epizódban)
- The United States Steel Hour (1957, egy epizódban)
- Directions (1960)
- Play of the Week (1959–1960, két epizódban)
- Espionage (1963, egy epizódban)
- East Side/West Side (1963, egy epizódban)
- The Nurses (1964, egy epizódban)
- Playdate (1964, egy epizódban)
- The Defenders (1964, egy epizódban)
- Seaway (1965, egy epizódban)
- All My Children (1970)
- Madigan (1972, egy epizódban)
- The Wide World of Mystery (1973, egy epizódban)
- The Cosby Show (1984–1992, 40 epizódban)
- Thundercats (1985–1989, 125 epizódban, hang)
- A Different World (1987, egy epizódban)
- A Man Called Hawk (1989, egy epizódban)
- Seier'n er vår (1994, öt epizódban)
- Cosby (1997, egy epizódban)
- Játszd újra az életed! (Twice in a Lifetime) (2001, egy epizódban)
- Saturday Night Live (2015, egy epizódban)

## További információ
- Earle Hyman a PORT.hu-n (magyarul)
- Earle Hyman az Internetes Szinkronadatbázisban (magyarul)
- Earle Hyman az Internet Movie Database-ben (angolul)
- Earle Hyman a Rotten Tomatoeson (angolul)